# Litzelsdorf
Litzelsdorf è un comune austriaco di 1 165 abitanti nel distretto di Oberwart, in Burgenland; ha lo status di comune mercato (Marktgemeinde).